# Григолюк, Эдуард Иванович
Эдуард Иванович Григолюк (13 декабря 1923, Москва — 29 апреля 2005) — советский и российский учёный в области механики деформируемого твёрдого тела и её инженерных приложений, член-корреспондент АН СССР (1958 год) и РАН. Педагог высшей школы.

## Родители
- Отец Григолюк Иван Осипович (1893—1943) — инженер-металлург, профессор Московского института стали, создатель нержавеющей стали (Златоуст, 1933)[2].
- Мать Григолюк (Шпак) Мария Тимофеевна (1900—1991) — преподаватель иностранных языков в высших учебных заведениях (МАИ, Московский торфяной институт)[2].

## Учёба и работа
В 1940 году поступил в Московский авиационный институт и в 1944 году окончил его самолётостроительный факультет. Дипломную работу «Двухместный штурмовик» выполнил под руководством главного конструктора С. А. Кочеригина и был оставлен в институте в аспирантуре, сначала на кафедре строительной механики самолёта, затем — на кафедре сопротивления материалов.
В 1947 году защитил диссертацию на соискание учёной степени кандидата технических наук «Прочность вращающихся нагретых конических дисков линейно-переменной толщины». Работа была выполнена для газовой турбины. Заказчиком этой работы выступило ОКБ В. В. Уварова (ЦИАМ).
В 1951 году защитил диссертацию доктора технических наук в Институте механики АН СССР, тема диссертации «Расчёт тонкостенных оболочек ракетных двигателей», главным образом работа относилась к конструкциям двигателей В. П. Глушко и М. М. Бондарюка и ракеты С. П. Королёва.
В 1946—1950 годах преподавал в Московском авиационном институте (1944—1947, 1965—1977), Московском высшем техническом училище (1946—1950), Военной академии промышленности вооружения МО СССР (1948—1951), Московском заочном политехническом институте (1953—1955), с 1977 года заведовал кафедрой прикладной и вычислительной математики в Московском автомеханическом институте. В 1954—1958 — в Московском университете.
С 1948 по 1970 год работал в ОКБ М. М. Бондарука «Красная звезда», руководил группой, отделом, научный руководитель ОКБ. Занимал должность заместителя заведующего лабораторией Института механики АН СССР (1953—1958).
В связи с созданием Сибирского отделения АН СССР Григолюк переехал в Новосибирск, в 1958 году поступив на работу в Институт гидродинамики СО АН к академику Ю. Н. Работнову, где возглавил отдел. Сотрудничал также в СибНИА (1959—1964). В 1958 году, на первых выборах в СО АН СССР, был избран членом-корреспондентом АН СССР.
В 1965 году вернулся в Москву, став профессором Московского авиационного института, с 1966 до конца своих дней Э. И. Григолюк сотрудничал в Институте механики Московского университета им. М. В. Ломоносова, где заведовал лабораторией.
Сотрудничал с ведущими конструкторскими бюро страны, в том числе В. П. Глушко, С. П. Королева, В. Н. Челомея, П. Д. Грушина, А. М. Люлька, Н. Д. Кузнецова, С. К. Туманского, С. А. Лавочкина, И. П. Братухина.
В 1954 году занял должность заместителя Комиссии по прочности двигателей АН СССР, в 1960 году возглавил эту комиссию. В 1980 году возглавил секцию «Динамика и прочность автомобильных конструкций» АН СССР.
С 1969 года являлся членом Международной академии астронавтики.

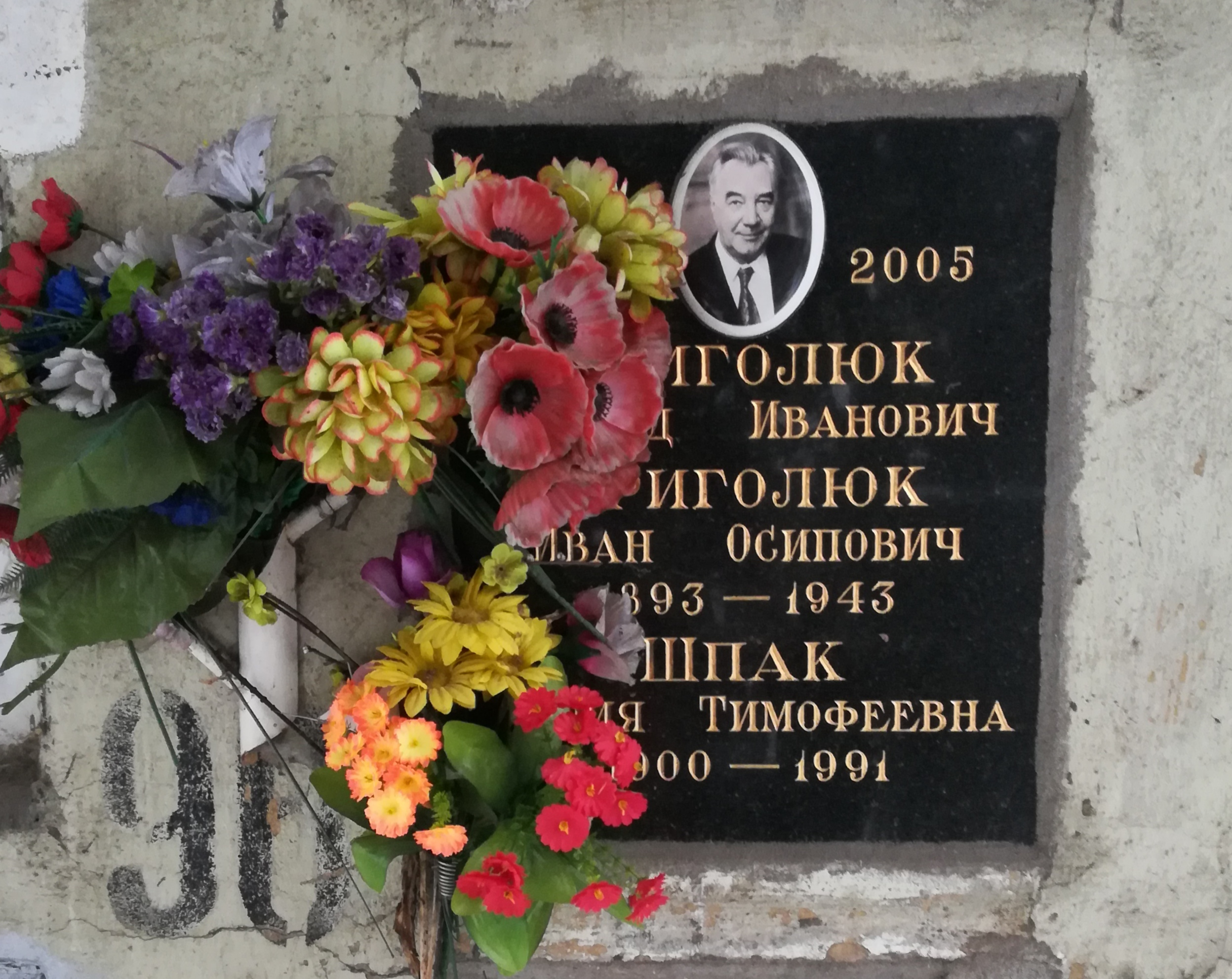
Захоронение на Донском кладбище

Похоронен в Москве в колумбарий Нового Донского кладбище с родителями.

## Исследования и творчество
Основное направление исследований — механика деформируемых тел. Создал общую теорию прочности и устойчивости для биметаллических, слоистых и неоднородных тонкостенных конструкций. В 1949 году предложил одномерную модель несимметричного прощёлкивания оболочек. Впервые решил задачу несимметричного прощёлкивания сферы. В 1956 году сформулировал гипотезу о прямой нормали в теории неоднородных конструкций. Создал теорию устойчивости упруго-пластически деформируемых оболочек и с учётом ползучести, в том числе перфорированных; воздействие слабых ударных волн на тонкостенные конструкции в жидкой и газообразной среде, колебания заполненных жидкой средой оболочек, контактное взаимодействие деталей летательных аппаратов, оптимизационное нагревание оболочек (в применении к ракете Р-7), нелинейное деформирование многослойных армированных конструкций (для расчётов пневматических шин). Инициатор разработки норм прочности автомобилей.
Развил методы расчёта прямоточных воздушно-реактивных и ядерных энергетических установок для космоса.
Под редакцией Григолюка были выпущены переводы с английского и немецкого языков 48 книг, охватывающих многие разделы механики, он принимал участие в издании энциклопедического справочника «Вибрации в технике» в качестве заместителя главного редактора и заместителя председателя редакционного совета (1978—1981).
С 1952 по 1980 год являлся редактором реферативного журнала ВИНИТИ «Механика», был ответственным секретарем редколлегии журнала «Механика твердого тела» (1965—1989), членом редколлегии журналов «Прикладная механика и техническая физика» (1960—1965) и «Проблемы машиностроения и надежности машин» (1996—2005).
Провёл огромную работу по изучению и популяризации научных достижений С. П. Тимошенко и И. Г. Бубнова, А. Н. Крылову, Г. В. Колосову и др. Инициатор издания четырёхтомного собрания оригинальных работ С. П. Тимошенко (1971, 1972, 1975), автор обстоятельного обзора и комментариев к этому собранию сочинений, а также книги о С. П. Тимошенко.
К 2000 году опубликовал более 300 статей, 13 брошюр, 31 книгу, 147 рецензий, 188 докладов, 19 персоналий, имел 9 изобретений. Создал научную школу по механике деформируемого твердого тела, воспитав 35 докторов и 80 кандидатов наук.
Известен своим интересом к истории русской философии, русской поэзии XVIII—XX веков, особенно — пушкинистике.

## Награды и звания
- Государственная премия УССР в области науки и техники (1975)[2];
- Заслуженный деятель науки РФ (1996)[6];

Награждён:
- орден «Знак Почёта» (1975)[2]
- орден Дружбы народов (1986)[2]
- именные и памятные медали им. С. П. Королева, В. Н. Челомея (трижды), М. М. Бондарюка, П. Л. Капицы, Петра I[2], трёхсотлетия Российского флота, 40-летия космической эры,
- диплом имени В. Н. Челомея[2].
- медаль АН СССР и медаль Сибирского Отделения АН СССР в связи с 250-летием Академии[2].